# Bimmen
Bimmen is een laaggelegen dorp in het uiterste noordwesten van de Duitse gemeente Kleef aan de grens met Nederland. Op 31 december 2015 telde Bimmen 149 inwoners op een oppervlakte van 2,09 km².
Het in de grensoverschrijdende streek de Duffelt gelegen dorpje ligt vlak bij het - veel grotere - Nederlandse dorp Millingen aan de Rijn (Bimmen is sterk op deze plaats gericht) en aan de zuidelijke oever van de Niederrhein (aldaar aan de noordelijke, Nederlandse oever het Bijlandsch Kanaal geheten). Het is de laatste Duitse plaats aan de Rijn voordat deze rivier zich helemaal op Nederlands grondgebied begeeft.
Door Bimmen loopt de K3 (Klever Straße), een weg van Kreis Kleve, die aan de Nederlandse grens overgaat in de provinciale N840 (in Millingen aan de Rijn 'Heerbaan' geheten).
Om de Rijn over te steken, kan men gebruikmaken van de veerpont in Millingen aan de Rijn (niet voor auto's) of de brug bij Emmerik.
De bedrijvigheid rondom het dorp bestaat vooral uit landbouw, met name melkveehouderij.

## Geschiedenis
Bimmen was al in de Romeinse tijd bewoond, zo heeft archeologisch onderzoek uitgewezen. Door de nabijheid van de Rijn is het dorp in de loop van de tijd gedeeltelijk verzakt. Van Bimmen wordt voor het eerst gewag gemaakt in 891/892, als bezitting van de Abdij van Lorsch.
Tijdens de middeleeuwen en de periode daaropvolgend maakte Bimmen deel uit van het ambt Düffel (in 1794 opgeheven). Op 6 april 1646 kocht graaf Adriaan van Bylandt de rechtsmacht over Bimmen, Düffelward en Keeken. In 1799 werd Keeken een zelfstandige gemeente met Bimmen en Düffelward als onderhorige dorpen. In 1815 vormde gemeente Keeken met gemeente Rindern het ambt Keeken. Op 1 juli 1969 werden bij een gemeentelijke herindeling de ambten opgeheven en ging de gemeente Keeken op in de gemeente Kleef, waarmee Bimmen deel werd van laatstgenoemde.

## Sint-Martinuskerk
De vlak achter de rivierdijk gelegen en onder meer uit baksteen vervaardigde katholieke Sint-Martinuskerk (Duits: St. Martinus Kirche, vernoemd naar de katholieke heilige Sint-Maarten) dateert weliswaar hoofdzakelijk uit de 15e en 16e eeuw maar kent ook oudere, uit tufsteen bestaande delen. De kerk stamt oorspronkelijk uit de 12e eeuw en is destijds in romaanse stijl opgetrokken. Hiermee is het een van de oudste kerken in de regio Niederrhein. Om bestand te zijn tegen hoogwater liggen de fundamenten van de kerk twee meter diep in de grond en is de kerk gebouwd op een lage terp. De eerste vermelding van een pastoor - Arnoldus de Bimmene - is van 1242. Rond eind 20e eeuw is de kerk voor een bedrag van 194.000 mark opgeknapt. Het geld was afkomstig van Werner Otten (1918-2009), die in Bimmen is geboren en opgegroeid.

## Internationaal meetstation
In Bimmen bevindt zich het internationale meetstation Bimmen-Lobith (Duits: Internationale Messstation Bimmen-Lobith), een gezamenlijk peilstation van Duitsland en Nederland.

## Aangrenzende plaatsen
| Aangrenzende plaatsen      | Aangrenzende plaatsen | Aangrenzende plaatsen | Aangrenzende plaatsen | Aangrenzende plaatsen |
| -------------------------- | --------------------- | --------------------- | --------------------- | --------------------- |
| Pannerden (NL)             |                       |                       |                       | Herwen (NL)           |
|                            |                       |                       |                       |                       |
| Millingen aan de Rijn (NL) | Tuindorp (NL)         |                       |                       |                       |
|                            |                       |                       |                       |                       |
| Niel                       |                       |                       |                       | Keeken                |